# 34. gardna strelska divizija (ZSSR)
Za druge 34. divizije glejte 34. divizija.
34. gardna strelska divizija je bila gardna strelska divizija v sestavi Rdeče armade med drugo svetovno vojno.

## Zgodovina
Divizija je bila ustanovljena avgusta 1942 z reorganizacijo ostankov 7. zračnoprevoznega korpusa. 
Med drugo svetovno vojno je sodelovala v bitki za Stalingrad.

## Organizacija
- štab
- 103. gardni strelski polk
- 105. gardni strelski polk
- 107. gardni strelski polk
- 84. gardni artilerijski polk

## Poveljstvo
Poveljniki
- generalmajor Josif Ivanovič Gubarevič (1942-1943)